# Ted Schroeder
Frederick Rudolph „Ted“ Schroeder (20. července 1921, Newark – 26. května 2006, La Jolla) byl americký tenista. Podle statistik Pierra Gilloua byl singlovou světovou jedničkou v roce 1949. V tom roce vyhrál dvouhru na Wimbledonu. V roce 1942 se mu to samé povedlo na americkém mistrovství. V mužské čtyřhře vybojoval na US Open tři tituly (1940, 1941, 1947), všechny s krajanem Jackem Kramerem. S jiným Američanem, Gardnarem Mulloyem, hrál deblové finále na Wimbledonu 1949. Ve smíšené čtyřhře byla jeho partnerkou zejména krajanka Louise Broughová, vyhráli spolu mix na domácím grandslamu v roce 1942. S americkou reprezentací vyhrál čtyřikrát Davisův pohár (1946, 1947, 1948, 1949), jeho bilance v této soutěži byla 13 vítězství, 6 proher. V roce 1966 byl uveden do Mezinárodní tenisové síně slávy. Ještě během hráčské kariéry se stal viceprezidentem společnosti vyrábějící chladicí zařízení a tomuto podnikání se věnoval i po stažení z kurtů. I díky tomuto zabezpečení nikdy nepřešel k profesionálům. Jeho syn John Schroeder se stal profesionálním golfistou.